# Giuseppe Francesco Borri

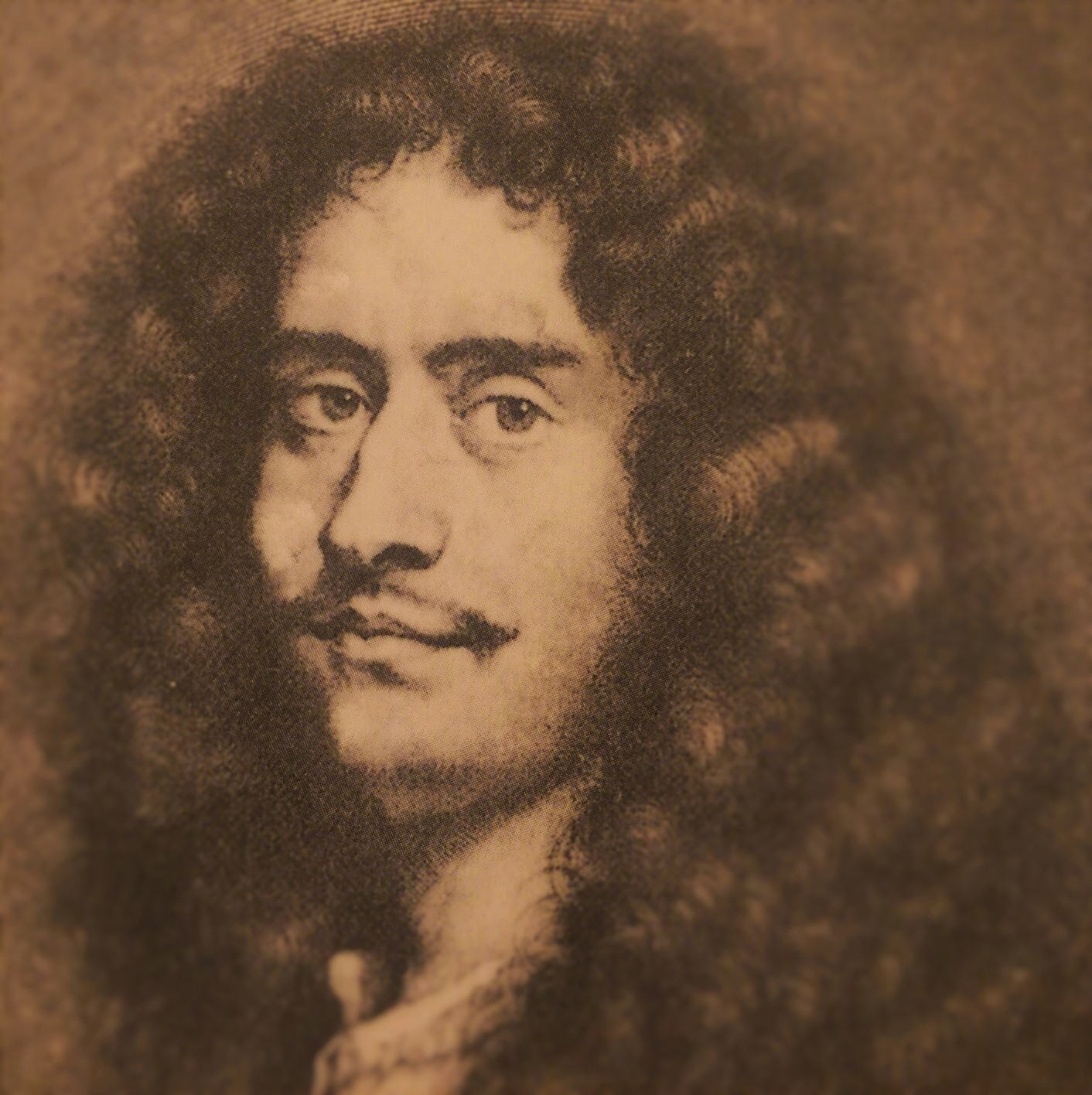
Porträt von Giuseppe Francesco Borri

Giuseppe Francesco Borri (*  4. Mai 1627 in Mailand; † 20. August 1695 in Rom) war ein italienischer Abenteurer, Prophet, Alchemist und Arzt.

## Leben
Borri stammte aus angesehener adliger Mailänder Familie und besuchte das Jesuitenkolleg in Rom, wo Athanasius Kircher sein Lehrer war. Als Anführer einer Studentenrevolte wurde er 1649 der Schule verwiesen. Danach wurde er Page im Vatikan und studierte nebenbei Alchemie und Chemie, wobei er Kontakte zu die Alchemie fördernden Adligen wie Massimiliano Palombara und der dort im Exil befindlichen Königin Christina von Schweden hatte. Nach einem Cholera-Ausbruch zog er 1656 nach Mailand. Zu der Zeit kurierte er wahrscheinlich auch eine Syphilis-Infektion mit Quecksilber-haltigen Medikamenten, was zu Delirien führte. In Mailand bewegte er sich in Quietisten-Kreisen, wurde von der Inquisition angeklagt und floh 1659 in die Schweiz. Er wurde in absentia verurteilt und symbolisch auf dem Campo di Fiore in Rom 1661 verbrannt. Nach Ansicht der Inquisition war er ein Häretiker, der messianische Ansichten verkündete und sich Prochristus nennen ließ.
Borri war nun ins Exil gezwungen, lebte eine Weile in Straßburg und ab 1660 in Amsterdam. Er praktizierte als Alchemist und Arzt und hatte vor allem Erfolge in der Syphilis-Behandlung. In Amsterdam wurde er 1661 Ehrenbürger und befreundete sich mit Ole Borch. 1654 oder 1655 zog er nach Kopenhagen, wo er Erfolge am Hof von Friedrich III. hatte. Er erhielt auch Unterstützung von Christina von Schweden, die er 1661 in Hamburg traf. Nach der Thronbesteigung von Christian V. 1670 sank sein Stern und er wollte über Österreich in die Türkei. Er wurde aber in Mähren verhaftet und von Kaiser Leopold I. an den Papst ausgeliefert, der ihn im Kastell St. Angelo (Engelsburg) einsperren ließ. Er musste öffentlich seine Häresien widerrufen, hatte aber zeitweise recht komfortable Haftbedingungen einschließlich eines eigenen Labors dank einflussreicher Gönner wie der Königin Christina. Ab 1678 durfte er sich relativ frei bewegen und  praktizierte als Arzt. Nach dem Tod von Christina 1689 wurden seine Privilegien widerrufen und er war wieder ab 1691 im Kastell St. Angelo eingesperrt, wo er 1695 an Malaria starb.

## Schriften
- Lettere di F. B. ad un suo amico circa l’attione intitolata: La Virtù coronata. Rom 1643
- Gentis Burrhorum notitia, Straßburg 1660
- Iudicium....de lapide in stomacho cervi reperto, Hannover 1662
- Epistolae duae, 1 De cerebri ortu & usu medico. 2 De artificio oculorum Epistolae duae Ad Th. Bartholinum., Kopenhagen 1669
- La chiave del Gabinetto del Cavagliere G. F. Borri, Köln, Genf 1681
- Istruzioni politiche date al re di Danimarca., Köln, Genf 1681
- Hyppocrates Chymicus seu Chymiae Hyppocraticae Specimina quinque a F. I. B. recognita et Olao Borrichio dedicata. Acc. Brevis Quaestio de circulatione sanguinis., Köln 1690
- De virtutibus Balsami Catholici secundum artem chymicam a propriis manibus F. I. B. elaborati., Rom 1694
- De vini degeneratione in acetum et an sit calidum vel frigidum decisio experimentalis in Galleria di Minerva, II, Venedig 1697